# A galaxis őrzői (televíziós sorozat, 2015)
A galaxis őrzői (eredeti cím: Guardians of the Galaxy) 2015 és 2019 között vetített amerikai televíziós 2D-s számítógépes animációs sorozat, amelyet a Marvel Televízió és a Marvel Animation készített. A sorozatot a Disney–ABC Domestic Television forgalmazta, a zenéjét Michael Tavera szerezte. Amerikában 2015. augusztus 1-jétől a Disney XD vetíti, Magyarországon 2016. december 3-ától az RTL Spike sugározza. A Disney XD megújította a sorozatot egy második évadért.

## Szereplők

### Főszereplők
| Szereplő             | Eredeti hang             | Magyar hang                              |
| -------------------- | ------------------------ | ---------------------------------------- |
| Peter Quill / Űrlord | Will Friedle             | Miller Zoltán Straub Martin (gyerekként) |
| Mordály              | Trevor Devall            | Lippai László                            |
| Groot                | Kevin Michael Richardson | Dézsy Szabó Gábor                        |
| Gamora               | Vanessa Marshall         | Solecki Janka                            |
| Drax                 | David Sobolov            | Ifj. Jászai László                       |

### Mellékszereplők
| Szereplő                       | Eredeti hang                                     | Magyar hang                                |
| ------------------------------ | ------------------------------------------------ | ------------------------------------------ |
| Thanos                         | Isaac C. Singleton Jr.                           | Törköly Levente                            |
| Ronan, a vádló                 | Jonathan Adams                                   | Welker Gábor                               |
| Korath                         | Dave Fennoy                                      | Barabás Kiss Zoltán                        |
| J'son király                   | Jonathan Frakes                                  | Kárpáti Levente                            |
| Cosmo                          | James Arnold Taylor                              | Kapácsy Miklós                             |
| Yondu                          | James Arnold Taylor                              | Scherer Péter                              |
| Altru                          | James Arnold Taylor                              | Galbenisz Tomasz                           |
| Nebula                         | Cree Summer                                      | Varga Gabriella                            |
| Victoria kapitány              | Cree Summer                                      | Zsigmond Tamara                            |
| Meredith Quill                 | Cree Summer (1. hang) Vanessa Marshall (2. hang) | Balsai Móni                                |
| A Bróker                       | Kevin Michael Richardson                         | Fodor Tamás                                |
| Legfőbb Intelligencia          | Kevin Michael Richardson                         | Bolla Róbert                               |
| Heimdall                       | Kevin Michael Richardson                         | Szabó Sipos Barnabás                       |
| Mandala                        | Kevin Michael Richardson                         | Fehér Péter                                |
| Együttállási aréna kommentátor | Kevin Michael Richardson                         | Bordás János                               |
| Blackjack O'Hare               | David Sobolov                                    | Szokol Péter                               |
| Maximus                        | Diedrich Bader                                   | Debreczeny Csaba                           |
| Titus                          | JB Blanc                                         | Schneider Zoltán                           |
| Michael Coogan                 | Eric Edelstein                                   | Bozsó Péter                                |
| Angela                         | Nika Futterman                                   | Pikali Gerda                               |
| Pyko                           | Brian George                                     | Forgács Gábor                              |
| A Gyűjtő                       | Tom Kenny                                        | Viczián Ottó                               |
| A Nagymester                   | Jason Spisak                                     | Fazekas István                             |
| Rhomann Dey                    | Jeff Bennett                                     | Megyeri János                              |
| Első Nova                      | Tara Strong                                      | Menszátor Magdolna                         |
| Rora                           | Tara Strong                                      | Vágó Bernadett                             |
| Lucy                           | Tara Strong                                      | Kis-Kovács Luca                            |
| Medúza                         | Catherine Taber                                  | Nagy-Németh Borbála                        |
| Kristály                       | Vanessa Marshall                                 | Huszárik Kata                              |
| Karnak                         | Oliver Vaquer                                    | Rába Roland                                |
| Loki                           | Troy Baker                                       | Mészáros Béla                              |
| Thor                           | Travis Willingham                                | Gáspár András (1x15) Rékasi Károly (1x16-) |
| Hogun                          | Travis Willingham                                | Thuróczy Szabolcs                          |
| Fandral                        | Trevor Devall                                    | Magyar Bálint                              |
| Vándor                         | Trevor Devall                                    | Varga Gábor                                |
| Üvegfej                        | Trevor Devall                                    | Vári Attila                                |
| Szuperóriás                    | Hynden Walch                                     | Koncz-Kiss Anikó                           |
| Ebony Maw                      | James Urbaniak                                   | Barbinek Péter                             |
| Proxima Midnight               | Kari Wahlgern                                    | Czirják Csilla                             |
| Corvus Glaive                  | David Kaye                                       | Petridisz Hrisztosz                        |
| Black Dwarf / Cull Obsidian    | Jessie Burch                                     | Haagen Imre                                |
| Hangyás                        | John DiMaggio                                    | Gubányi György István                      |
| Neeza                          | Stephen Root                                     | Perlaki István                             |
| Mordály húga                   | Pamela Adlon                                     | Mohácsi Nóra                               |

## Epizódok
| Évad | Évad | Részek száma | Részek száma | Eredeti sugárzás    | Eredeti sugárzás   | Eredeti adó | Magyar sugárzás   | Magyar sugárzás   | Magyar adó |
| Évad | Évad | Részek száma | Részek száma | Évadbemutató        | Évadzáró           | Eredeti adó | Évadbemutató      | Évadzáró          | Magyar adó |
| ---- | ---- | ------------ | ------------ | ------------------- | ------------------ | ----------- | ----------------- | ----------------- | ---------- |
|      | 1.   | 26           | 26           | 2015. szeptember 5. | 2016. december 17. | Disney XD   | 2016. december 3. | 2017. február 25. | RTL Spike  |
|      | 2.   | 26           | 26           | 2017. március 11.   | 2017. december 3   | Disney XD   | n. a.             | n. a.             | n. a.      |
|      | 3.   | 26           | 26           | 2018. március 18.   | 2019. június 9.    | Disney XD   | n. a.             | n. a.             | n. a.      |